# Point MacKenzie
Point MacKenzie est une localité d'Alaska aux États-Unis dans le Borough de Matanuska-Susitna. Elle fait partie de la zone statistique métropolitaine d'Anchorage et avait une population de 529 habitants en 2010.

## Situation - climat
Elle est située entre la rive sud du Knik Arm dans le golfe de Cook et la rivière Susitna, à 24 km de Wasilla.
Les températures moyennes de janvier vont de -16 à -5 °C et de 8 à 20 °C en juillet.

## Histoire
La région est un territoire Dena'ina, des restes archéologiques ont été trouvés au nord de Point MacKenzie. L'endroit a été nommé par Joseph Whidhey en 1794 en l'honneur de James Stuart MacKenzie. Les bateaux qui ravitaillaient les prospecteurs miniers étaient déchargés en ce lieu, parce qu'ils ne pouvaient pas aller plus loin sur le Knik Arm à cause des intempéries et des marées.
En 1915, C. W. Dietzel s'installa près de Goose Bay et construisit un port et une conserverie. Quand le chemin de fer de l'Alaska fut achevé, comme il ne passait pas par là, l'endroit fut presque entièrement abandonné en 1917. En 1958, un site de fabrication de missiles Nike-Hercules y fut construit, ce qui entraîna un retour de la population à cause des emplois proposés, mais le site n'est plus en activité.
La majorité de la population actuellement travaille à Palmer, Wasilla ou Anchorage. Les écoliers sont scolarisés à Wasilla.

## Démographie
| 1960 | 2000 | 2010 | - | - | - |
| ---- | ---- | ---- | - | - | - |
| 25   | 111  | 529  | - | - | - |